# Lista de personagens de Dandadan

Alguns dos personagens da série. Da esquerda para direita: Okarun, Momo, Jiji, Aira, Seiko, Zuma, Vamola, Kinta (embaixo), Rokuro Serpiano (em cima), Camarão Louva-a-Deus (embaixo), Reiko Kashima (em cima).

Esta é uma lista de personagens da série de mangá Dandadan, criado por Yukinobu Tatsu [ja].

## Personagens principais
Os protagonistas da série são conhecidos como a "Família" (家族, Kazoku), um grupo de jovens liderado por Seiko que enfrenta fenômenos sobrenaturais. Os integrantes dessa família, que também estão no ensino médio da Escola Superior Kami, participam do Clube de Pesquisa de História e Cultura (歴史文化研究部, Rekishi Bunka Kenkyū-bu), que funciona como uma fachada para suas atividades.

### Momo Ayase
Dublado por: Shion Wakayama (Japão); Hannah Buttel (Netflix) / Amanda Brigido (Crunchyroll) (Brasil);
Momo Ayase (綾瀬 桃, Ayase Momo) é uma estudante do ensino médio gyaru que acredita fortemente em fantasmas e eventos sobrenaturais. Essa crença é parcialmente influenciada por sua avó, Seiko, que colabora com o grupo. Porém, após ser alvo de provocações na escola relacionadas a isso, Momo amaldiçoou Seiko, o que causou uma tensão significativa entre elas. Após ser sequestrada por alienígenas Serpo, Momo descobre que possui poderes psicocinéticos, sendo capaz de visualizar as "auras" de pessoas e objetos, além de enxergar seus poderes como mãos enormes que lhe permitem "agarrar" e controlar essas auras. Momo é fã do ator Ken Takakura e fica completamente encantada toda vez que seu nome completo é pronunciado em voz alta. Apesar de seus conflitos iniciais com Okarun, que resultam em constantes discussões, a dinâmica entre eles muda após a vitória sobre Vovó Turbo, tornando-se amigos íntimos. Com o decorrer da trama, Momo começa a nutrir sentimentos profundos por Okarun e decide apoiá-lo na busca por seus testículos, buscando, assim, melhorar seu relacionamento com a avó dele.

### Ken Takakura / Okarun
Dublado por: Natsuki Hanae (Japão); Renan Vidal (Netflix) / Yan Gesteira (Crunchyroll) (Brasil);
Ken Takakura (高倉 健, Takakura Ken) é um adolescente tímido e solitário da escola que tenta se aproximar de Momo através de seus interesses comuns pelo sobrenatural. Momo, junto com suas amigas Miko e Muko, se refere a ele como "Okarun" (オカルン; um nome que deriva de seu interesse pelo "ocultismo"), como uma forma de evitar lembrar-se de sua paixão por celebridades, embora Okarun não saiba a verdadeira origem do apelido. Após ser possuído pela Vovó Turbo, Okarun adquire a capacidade de entrar em um intenso estado espiritual, o que lhe concede uma velocidade imensa, mas também uma personalidade alternativa que é gentil, embora apática. Frequentemente alvo de provocações por parte de seus colegas de classe devido ao seu jeito nerd, Okarun acaba encontrando consolo em suas novas amizades, tornando-se um pouco mais popular. Ele dá grande importância à sua relação com Momo, reconhecendo-a como sua primeira amiga verdadeira. Depois de conhecer Taro e Hana, Okarun se dá conta de que está apaixonado por Momo, chegando a fazer sua declaração. A questão da perda e recuperação de seus testículos se torna um dos temas centrais da série.

### Seiko Ayase
Dublado por: Nana Mizuki (Japão); Maíra Góes (Netflix) / Priscila Amorim (Crunchyroll) (Brasil);
Seiko Ayase (綾瀬 星子, Ayase Seiko) é uma médium espírita e avó de Momo, com quem ela mora, apesar de possuir uma aparência de 20 anos. Ela é uma grande aliada de Momo e Okarun na luta contra espíritos malignos e yōkai. Embora não tenha habilidades naturais, ela possui um vasto conhecimento sobre seres sobrenaturais e maldições, utilizando vários artefatos e o poder emprestado do deus que habita sua cidade para selar e exorcizar yōkai, apesar dessa capacidade se restringir apenas à sua localidade. Seu temperamento é impulsivo e apático, o que causa grande frustração àqueles que estão ao seu redor, mas, por outro lado, é muito protetora em relação às pessoas que ama, entre elas, Momo.

### Vovó Turbo / Velha Turbo[a]
Dublado por: Mayumi Tanaka (Japão); Marize Motta (yōkai), Mariana Torres (maneki neko) (Netflix) / Aline Ghezzi (Crunchyroll) (Brasil);
Vovó Turbo (ターボババア, Tābo Babā) é uma yōkai que assume uma forma de uma mulher idosa agressiva e mal-humorada. Anteriormente, ela confortava os espíritos de garotas que faleciam de maneiras trágicas, mas acabou se tornando violenta, xingando e roubando os órgãos genitais de quem adentrasse seu território. Após Momo e Okarun derrotarem ela, Seiko aprisiona seu espírito dentro de uma boneca maneki neko. Em troca de recuperar seus poderes, ela concorda em ajudar Okarun e Momo na busca pelos testículos de Okarun.

### Aira Shiratori
Dublado por: Ayane Sakura (Japão); Bruna Laynes (Netflix) / Ana Elena Bittencourt (Crunchyroll) (Brasil);
Aira Shiratori (白鳥 愛羅, Shiratori Aira) é a ídolo da Escola Superior Kami. Apesar de sua aparência de pessoa gentil e um tanto ingênua, ela na verdade é extremamente vaidosa e possui um complexo de Messias. Isso se deve, em grande parte, à sua dificuldade em lidar com a morte de sua mãe quando ainda era criança. Após conseguir um dos kintama de Okarun, Aira despertou sua habilidade reprimida de perceber o sobrenatural. Essa habilidade, combinada com sua egomania, a levou a acreditar que foi escolhida divinamente para exorcizar yōkai, tornando Momo seu alvo, pois acredita, de forma delirante, que ela e Okarun são demônios malignos. O confronto que se seguiu resultou na absorção dos poderes da Acrobata Sedosa, concedendo a Aira uma transformação semelhante à de Okarun, além de uma agilidade impressionante e cabelo preênsil. Mesmo continuando a pensar que Momo e Okarun são demônios, Aira acaba se unindo a eles e demonstrando uma afeiçãoaberta por Okarun, atraída por sua personalidade altruísta. À medida que a Família se expande, ela se coloca como a líder do grupo, mas com o passar do tempo, adota uma postura mais altruísta, transformando-os em seus novos amigos e consertando sua relação com Momo.

### Jin Enjoji / Jiji
Dublado por: Kaito Ishikawa (Japão); Felipe Drummond (Netflix) / Erick Bougleux (Crunchyroll) (Brasil);
Jin Enjoji (円城寺 仁, Enjōji Jin) é o amigo de infância de Momo e sua primeira paixão, até que ele a provocou sobre os rituais de Seiko. Ele é conhecido pelo apelido "Jiji" (ジジ). Após seus pais serem hospitalizados devido à assombração de sua casa pelo Mau-Olhado, Enjoji vai morar com Momo e Seiko antes de se mudar para Escola Superior Kami e se juntar à turma de Momo. Embora seja visto como um atleta atraente e em forma, Jiji é na verdade um jovem excêntrico que frequentemente elogia as pessoas e mantém uma visão otimista sobre todos. Depois de se desculpar por seu comportamento, ele e Momo renovam sua amizade, o que faz com que Okarun sinta ciúmes do vínculo deles. Mais tarde, isso se revela bastante justificável, já que Jiji parece ter desenvolvido um interesse romântico por Momo. Ele é possuído pelo Mau-Olhado, que entra em fúria cega quando controla o corpo de Jiji.

### Vamola
Vamola (バモラ, Bamora) é uma suméria e a única criança de sua raça que sobreviveu. Ela chega à Terra após escapar de uma invasão em seu planeta natal e cumpre o desejo de sua mãe adotiva de encontrar um marido digno, alguém que a ajude a manter a linhagem suméria. Com isso, ela conhece Momo e Okarun, escolhendo este último como seu parceiro, acreditando que foi ele quem a venceu. Como não domina nenhuma língua terrestre, Vamola costuma imitar o que os outros falam, e por isso, o grupo precisa ensiná-la japonês. Com o tempo, ela desenvolve uma forte amizade com Momo.

### Kinta Sakata
Kinta Sakata (坂田 金太, Sakata Kinta) é o colega de classe um pouco acima do peso e socialmente desajeitado de Okarun. Ele é muito interessado no sobrenatural e em questões extraterrestres, ao mesmo tempo em que tenta fazer com que Okarun se torne mais popular entre as garotas. Embora não seja muito habilidoso nas interações sociais, Kinta possui uma imaginação criativa impressionante, que se complementa com a nanoskin, uma tecnologia alienígena que realiza qualquer coisa que o portador visualize.

### Rin Sawaki
Rin Sawaki (佐脇 凛, Sawaki Rin), conhecida principalmente como Representante de Classe (委員長, Iinchō), é s obediente e representante autoritária da Classe C, que inclui principalmente Okarun, Kinta Sakata e Vamola. Após superar o ressentimento persistente de uma amiga de infância que se foi, ela adquire poderes de gravidade provenientes de yōkai, baseados em sua capacidade de cantar.

## Personagens secundários

### Humanos

#### Miko
Dublado por: Kaori Maeda (Japão); Tatyane Goulart (Netflix) / Sofia Manso (Crunchyroll) (Brasil);
Miko (ミーコ, Mīko) é uma estudante gyaru e uma das melhores amigas de Momo. Ela afirma ter uma percepção antecipada do "relacionamento" entre Momo e Okarun e, juntamente com Muko, os apoia como um casal.

#### Muko
Dublado por: Marianna Alexandre (Netflix) / Thainá Lana (Crunchyroll) (Brasil);
Muko (ムーコ, Mūko), conhecida como Kei-san (ケイさん), é uma estudante gyaru bronzeada e uma das mais melhores amigas de Momo. Ela costuma seguir o exemplo de Miko, até mesmo em questões ligadas a Momo e Okarun. Vovó Turbo roubou seu telefone, principalmente para pesquisar o sobrenatural.

#### Enfermeira Rainha
Dublado por: Chiaki Takahashi (Japão); Sabrina Miragaia (Netflix) / Marcia Coutinho (Crunchyroll) (Brasil);
Enfermeira Rainha (女王, Joō) é a diligente e segura enfermeira da escola que escuta todos os problemas dos estudantes. Apesar de se importar com os estudantes, seu comportamento perverso frequentemente os afasta, como evidenciado pelo chicote que ela utiliza para castigar os delinquentes e até mesmo seus colegas de escola.

#### Manjiro
Dublado por: Hiroyuki Yoshino (Japão); Eduardo Drummond (Netflix) / Yuri Chesman (Crunchyroll) (Brasil);
Manjiro (万次郎, Manjirō) é um aluno de Seiko e médium espiritual convidado para ajudar no caso do Mau-Olhado.

#### Hayashi
Dublado por: Kishou Taniyama (Japão); Raphael Rossatto (Brasil); — Toshiro;
Dublado por: Genta Nakamura (Japão); Pedro Maia (Brasil);  — Hideji;
Dublado por: Kazuaki Furuta (Japão); Fox Pereira (Brasil); — Yoshikichi.
Os Hayashi (囃子) são uma banda musical que ocasionalmente auxilia Seiko na exorcização de espíritos malignos através da música Heavy Metal.

#### Masamichi Bega
Masamichi Bega (部賀正道, Bega Masamichi), também referido como Bega, o Demônio (鬼の部賀, Oni no Bega), é um agente policial extremamente rigoroso, porém gentil, que trabalha na Delegacia de Polícia de Kamikoshi. Ele acolhe Unji Zuma, um jovem delinquente da região, após descobrir sua origem como órfão.

#### Unji Zuma
Unji Zuma (頭間 雲児, Zuma Unji) é um estudante do colégio Renjaku que lidera uma gangue de delinquentes de outras escolas. Quando criança, ele perdeu sua família e foi adotado por Bega, que também perdeu sua família. Após encontrar o espírito de seu irmão mais novo, ele adquiriu poderes sobrenaturais baseados em guarda-chuvas, agora transformado em um yōkai  conhecido como Garoto Guarda-Chuva. Depois de conseguir um dos testículos de Okarun, Unji tenta vencer um jogo de tabuleiro de diorama sobrenatural conhecido como Danmanra.

#### Daiki Hakono
Daiki Hakono (箱野 大希, Hakono Daiki) é um idoso que foi presenteado com o jogo Danmanra no seu aniversário quando tinha quatro anos de idade; após ser sugado para o tronco amaldiçoado, começou a envelhecer a um ritmo incomum. Quando foi retirado do tronco, ele aparentava ser um homem de meia-idade, e várias semanas depois, ao procurar ajuda de Momo, ele se assemelha a um idoso de barba longa e branca.

#### Kouki Yukishiro
Kouki Yukishiro (雪白 幸姬, Yukishiro Kōki) é uma estudante que lutou com Momo na biblioteca escolar quando ela estava pequena após sair do Danmanra. Apesar de ser uma notável pianista na juventude, ela se tornou invisível para sua família e outros colegas de escola, ocultando sua face atrás de longos e desarrumados cabelos. Ela está seguindo as orientações de uma figura obscura, depois de ser chantageada por causa de uma selfie indecente.

#### Payase
Payase (パヤセ) é um colecionador de objetos amaldiçoados; ele trabalha com Kashimoto, e ambos são amigos de Seiko. Payase tem a capacidade de manipular sombras e todas as suas características.

#### Kashimoto
Kashimoto (樫本) é o aliado de Payase, um especialista em pigmeus e que dá informações a Seiko sobre o caso de Momo. Ele pode utilizar o poder de Aphoom-Zhah, a Chama Fria, um dos Grandes Antigos dos Mitos de Cthulhu de H. P. Lovecraft.

### Alienígenas

#### Piroca da Rola Pinto / Camarão Louva-a-Deus
Dublado por: Tomokazu Seki (Japão); Claudio Galvan (Netflix) / Guilherme Briggs (Crunchyroll) (Brasil);
Piroca da Rola Pinto (ぺニーチンコス, Penīchinkosu) — também chamado de Camarão Louva-a-Deus (シャコさん, Shako-san) — é um alienígena que se parece com uma lacraia-do-mar de casco de tartaruga, inspirado no Demônio de Dover. Sua espécie (cuja fala é predominantemente composta por caracteres impronunciáveis e gargarejadas) possui grande resistência, tem a capacidade de se transformar em uma versão mais forte e, tal como uma lacraia-do-mar autêntico, ataca com socos com a velocidade de um tiro. Portanto, são frequentemente recrutados por outras espécies para tarefas de combate. No entanto, Piroca da Rola Pinto é visto como um dos membros mais vulneráveis, sendo obrigado a recorrer a trabalhos mercenários de baixa qualidade. Piroca da Rola Pinto aceita essas missões com ressalvas, já que seu filho, Chiquitita, sofre de uma doença terminal que o obriga a transfusões diárias e que também resultou na morte de sua esposa. Ele acaba sendo contratado pelos Serpianos como um músculo extra para enfrentar Momo, Okarun e Aira, que o vencem. Contudo, ao descobrirem que o sangue de sua espécie se assemelha ao leite de vaca, Seiko presenteia Chiquitita com uma vaca para servir como uma constante fonte de sangue para ele. Grato para sempre por isso, ele divide seu tempo entre seu filho e uma nova vida em uma fazenda rural, ajudando a Família sempre que pode.

#### Chiquitita
Dublado por: Naomi Ōzora (Japão); Matheus Perissé (Netflix) / Jéssica Vieira (Crunchyroll) (Brasil);
Chiquitita (チキチータ, Chikichīta) é o filho alegre de Piroca da Rola Pinto que herdou a enfermidade de sua mãe.

#### Banga
Banga (バンガ) é uma senhora de idade que lutou pela resistência suméria e é a mãe adotiva de Vamola.

#### Rokuro Serpiano
Rokuro Serpiano (セルポ 6郎, Serpo 6rō) é um clone de Serpo que auxiliou na batalha contra a invasão Kur. Posteriormente, ele foi categorizado como defeituoso e expulso de Serpo. Ele trabalha meio período em uma loja de conveniência, sempre em busca de novas oportunidades profissionais.

### Espíritos

#### Taro
Dublado por: Tomokazu Sugita (Japão); Marco Ribeiro (Netflix) / Francisco Júnior (Crunchyroll) (Brasil);
Taro (太郎, Tarō) é um modelo anatômico antropomórfico que se encontra na escola de Momo e Okarun. Ele é loucamente apaixonado por Hana.

#### Hana
Dublado por: Fumi Hirano (Japão); Telma da Costa (Netflix) / Marcia Coutinho (Crunchyroll) (Brasil);
Hana (花) é um modelo anatômico antropomórfico que vive na casa de Ayase. Ao contrário de Taro, Hana não possui membros.

#### Olho Maligno / Olho Demoníaco[a]
Dublado por: Mutsumi Tamura (Japão); Arthur Salerno (Netflix) / Italo Soares (Crunchyroll) (Brasil);
Olho Maligno (邪視, Jashi) é um yōkai poderoso e sinistro, originado através de um sacrifício humano durante a era feudal. Ele nutre um desprezo por toda a humanidade e engana Jiji para formar um pacto com o objetivo de exterminá-los. O Olho Maligno, além de suas habilidades físicas impressionantes, utiliza o ódio das vítimas do sacrifício para criar estruturas poderosas e quase invencíveis, que muitas vezes se apresentam como uma bola de futebol.

#### Mai Kawabanga
Mai Kawabanga (川番河 舞, Kawabanga Mai) é uma amiga de infância de Rin Sawaki que faleceu em decorrência de um acidente de carro. Então, seu espírito se transformou em um Homem Casco ligado a Rin. Após a reconciliação com Rin, ela passa a ser a protetora espiritual dela, recusando-se a seguir em frente até que Rin se transforme em um ídolo de sucesso.

#### Garoto Guarda-Chuva
Garoto Guarda-Chuva (アンブレラボーイ, Anburera Bōi) é o espírito recém-yōkai do irmão de Unji que agora habita em seu corpo. Unji recebe poderes baseados em guarda-chuvas dele, com base em um kasa-obake.

## Antagonistas

### Humanos

#### Hase
Hase (ハセ) é um estudante popular no ensino médio que costuma intimidar Okarun e, posteriormente, busca adquirir habilidades sobrenaturais para desafiar o novo desempenho de atletismo de Okarun.

#### Mika Adachi
Mika Adachi (足立 美加, Adachi Mika) é uma professora da classe 2E da Escola Superior Kami, manipulada para atacar pessoas poderosas através de suas invocações de zumbis chineses Jiangshi.

#### Takeshi Murakami
Takeshi Murakami (村上 剛史, Murakami Takeshi) é um membro da equipe da Escola Superior Kami, que é revelado como sendo o chantageador de Kouki e Adachi para fazer o que ele quiser com fotos obscenas. Ele tem a habilidade de invocar jogadores de basquete espirituais que usam suas cabeças como armas e podem roubar os corpos de outras pessoas se eles os colocarem na cesta.

### Espíritos

#### Sedosa Acrobata
Dublado por: Kikuko Inoue (Japão); Rita Ávila (Netflix) / Izabel Lira (Crunchyroll) (Brasil);
Sedosa Acrobata (アクロバティックさらさら, Akurobatikku Sarasara) é uma yōkai poderosa dotada de uma enorme estatura, força e flexibilidade excepcionais. Durante sua existência como humana, ela era uma mãe solteira que sonhava em ser dançarina de balé, mas se viu obrigada a realizar trabalhos precários, incluindo a prostituição, para garantir a sobrevivência e o sustento de sua filha. Sua vida entrou em colapso quando seus agressores sequestraram sua filha, agindo de forma brutal na cobrança de uma dívida, o que a levou a cometer suicídio. Após se transformar em yōkai, uma jovem chamada Aira a chamou de "mamãe" ao confundi-la brevemente com sua mãe falecida. Isso fez com que Sedosa Acrobata, em um estado de delírio, acreditasse que era a mãe de Aira em vida e passou a persegui-la por mais de dez anos, até que Aira pudesse novamente perceber a presença de yōkai. Entretanto, quando isso ocorreu, Aira não reconheceu Sedosa Acrobata e assumiu que ela era um espírito familiar invocado por Momo, o que deixou Sedosa Acrobata tão enfurecida que, sem querer, acabou a matando. Em troca de sua própria força vital, a Sedosa Acrobata trouxe Aira de volta à vida, transferindo para ela seus poderes. Em seus últimos momentos, Aira demonstrou compaixão, permitindo que Sedosa Acrobata partisse para o céu sem se sentir arrependida.

#### Reiko Kashima
Reiko Kashima (カシマレイコ, Kashima Reiko), conhecida como a Mulher de Boca Cortada (口裂け女, Kuchisake-onna), é uma yōkai que anteriormente habitava uma área em ruínas da cidade de Kamikoshi. Após ser derrotada por Momo, Reiko passou a nutrir um profundo ressentimento pela garota, prometendo se vingar na próxima vez que se encontrassem.

#### Cartão de Contos de Fadas
O Cartão de Contos de Fadas (メルへンカルタ, Meruen Karuta) é um yōkai selado no jogo de tabuleiro Danmanra, e é também o criador do mundo interior do baú amaldiçoado.

### Alienígenas

#### Serpianos
Dublado por: Kazuya Nakai (Japão); Reginaldo Primo (Netflix) / Paulo Vignolo (Crunchyroll) (Brasil);
Os Serpianos ou Alien Serpo (セルポ星人, Serupo Seijin) são uma raça alienígena composta exclusivamente por machos vindos do Planeta Serpo. Por serem todos do sexo masculino, os Serpianos não têm a capacidade de se reproduzir naturalmente, recorrendo assim à tecnologia de clonagem. Contudo, como a evolução biológica não pode ocorrer entre seres idênticos, eles buscam a obtenção de órgãos reprodutivos abduzindo humanos da Terra e roubando seus órgãos sexuais (ou "bananas").

#### Naki Kito
Dublado por: Masako Isobe [ja] (Japão); Jefferson Schroeder (Netflix) / Mônica Rossi (Crunchyroll) (Brasil);
Naki Kito (鬼頭 ナキ, Kitō Naki) é uma subterrânea que dedicou mais de duzentos anos a realizar sacrifícios humanos em honra ao Tsuchinoko, com o objetivo de proteger sua aldeia da destruição, até a chegada de Enjoji, que trouxe Momo e Okarun para o local.

#### Juichi Kito
Dublado por: Shirō Saitō (Japão);
Juichi Kito (鬼頭 呪一, Kitō Juichi) é um membro masculino da mesma família subterrânea, que passou séculos oferecendo sacrifícios humanos ao Tsuchinoko.

#### Kur
Os Kur (深淵ケの者, Keru) são uma raça alienígena com uma postura militarista, originária de remotos rincões do espaço. Descritos por Serpo como globalistas, eles estão em uma busca ativa por planetas a serem conquistados dentro do sistema galáctico, incluindo o planeta natal de Vamola.

#### Conde Saint-German
O Conde Saint-German (サンジェルマン伯爵, Sanjeruman Hakushaku) é um estrangeiro vinculado aos Kur, exercendo a função de vice-diretor e assessor no Clube de Pesquisa de História e Cultura na escola secundária de Momo e Okarun, utilizando o pseudônimo de Sanjome (三丈目).

#### Pigmeus
Os Pigmeus (小人, Kobito) são seres de estatura diminuta que usam chapéus e máscaras cônicas, e possuem habilidades extraordinárias de costura e tecelagem. Somente aqueles que têm sensibilidade ao mundo espiritual conseguem vê-los, como Momo e Rainha; segundo Rainha, eles possuem um forte desejo de ajudar Kouki, já que ela é capaz de percebê-los.